# Lampetis affinis
Lampetis affinis es una especie de escarabajo del género Lampetis, familia Buprestidae. Fue descrita científicamente por Saunders en 1866.